# Turn-Weltmeisterschaften 1962
Die 15. Turn-Weltmeisterschaften fanden vom 3.–8. Juli 1962 zum dritten Mal nach 1907 und 1938 in Prag statt.

## Teilnehmer
| - Bulgarien - Volksrepublik China - BR Deutschland - Deutsche Demokratische Republik - Finnland - Frankreich - Israel - Iran - Italien - Japan - Jugoslawien | - Kanada - Kuba - Luxemburg - Neuseeland - Niederlande - Österreich - Polen - Portugal - Rumänien - Schweden - Schweiz | - Sowjetunion - Südafrika - Südkorea - Tschechoslowakei - Türkei - Ungarn - Vereinigte Arabische Republik - Vereinigte Staaten - Vereinigtes Königreich |

## Ergebnisse

### Männer

#### Mehrkampf
| Rang | Athlet          | Punkte  |
| ---- | --------------- | ------- |
| 1.   | Juri Titow      | 115.650 |
| 2.   | Yukio Endō      | 115.400 |
| 3.   | Boris Schachlin | 115.200 |

#### Mannschaft
| Rang | Team                            | Punkte  |
| ---- | ------------------------------- | ------- |
| 1.   | Japan                           | 574.650 |
| 2.   | Sowjetunion                     | 573.150 |
| 3.   | Tschechoslowakei                | 561.500 |
| ...  |                                 |         |
| 8.   | Deutsche Demokratische Republik | 554.500 |
| 9.   | Schweiz                         | 552.950 |
| 16.  | BR Deutschland                  | 538.200 |

#### Boden
| Rang | Athlet            | Punkte |
| ---- | ----------------- | ------ |
| 1.   | Nobuyuki Aihara   | 19.500 |
| 1.   | Yukio Endō        | 19.500 |
| 3.   | Franco Menichelli | 19.450 |

#### Reck
| Rang | Athlet        | Punkte |
| ---- | ------------- | ------ |
| 1.   | Takashi Ono   | 19.675 |
| 2.   | Yukio Endō    | 19.625 |
| 2.   | Pawel Stolbow | 19.625 |

#### Barren
| Rang | Athlet          | Punkte |
| ---- | --------------- | ------ |
| 1.   | Miroslav Cerar  | 19.625 |
| 2.   | Boris Schachlin | 19.600 |
| 3.   | Yukio Endō      | 19.500 |

#### Pauschenpferd
| Rang | Athlet            | Punkte |
| ---- | ----------------- | ------ |
| 1.   | Miroslav Cerar    | 19.750 |
| 2.   | Boris Schachlin   | 19.375 |
| 3.   | Takashi Mitsukuri | 19.300 |
| 3.   | Yu Lifeng         | 19.300 |

#### Ringe
| Rang | Athlet          | Punkte |
| ---- | --------------- | ------ |
| 1.   | Juri Titow      | 19.550 |
| 2.   | Yukio Endō      | 19.425 |
| 2.   | Boris Schachlin | 19.425 |

#### Sprung
| Rang | Athlet             | Punkte |
| ---- | ------------------ | ------ |
| 1.   | Premysel Krbec     | 19.550 |
| 2.   | Haruhiro Yamashita | 19.350 |
| 3.   | Yukio Endō         | 19.225 |
| 3.   | Boris Schachlin    | 19.225 |
| ...  |                    |        |
| 6.   | Siegfried Fülle    | 19.075 |

### Frauen

#### Mehrkampf
| Rang | Athletin          | Punkte |
| ---- | ----------------- | ------ |
| 1.   | Larissa Latynina  | 78.030 |
| 2.   | Věra Čáslavská    | 77.732 |
| 3.   | Irina Perwuschina | 77.465 |
| ...  |                   |        |
| 7.   | Ingrid Föst       | 76.631 |

#### Mannschaft
| Rang | Team                            | Turnerinnen                                                                                    | Punkte  |
| ---- | ------------------------------- | ---------------------------------------------------------------------------------------------- | ------- |
| 1.   | Sowjetunion                     | Polina Astachowa Lidija Iwanowa Larissa Latynina Tamara Manina Sofia Muratova Irina Pervushina | 384.988 |
| 2.   | Tschechoslowakei                | Eva Bosáková Věra Čáslavská Libuše Cmíralová Hana Růžičková Ludmila Švédová Adolfína Tkačíková | 382.590 |
| 3.   | Japan                           | Ginko Abukawa Keiko Ikeda Taniko Nakamura Kiyoko Ono Toshiko Shirasu Hiroko Tsuji              | 379.523 |
| ...  |                                 |                                                                                                |         |
| 5.   | Deutsche Demokratische Republik |                                                                                                | 375.286 |
| 13.  | BR Deutschland                  |                                                                                                | 354.918 |

#### Balken
| Rang | Athletin           | Punkte |
| ---- | ------------------ | ------ |
| 1.   | Eva Bosáková       | 19.499 |
| 2.   | Larissa Latynina   | 19.419 |
| 3.   | Anikó Ducza-Jánosi | 19.366 |
| 3.   | Keiko Ikeda        | 19.366 |

#### Boden
| Rang | Athletin          | Punkte |
| ---- | ----------------- | ------ |
| 1.   | Larissa Latynina  | 19.716 |
| 2.   | Irina Perwuschina | 19.616 |
| 3.   | Věra Čáslavská    | 19.550 |

#### Stufenbarren
| Rang | Athletin          | Punkte |
| ---- | ----------------- | ------ |
| 1.   | Irina Perwuschina | 19.566 |
| 2.   | Eva Bosáková      | 19.466 |
| 3.   | Larissa Latynina  | 19.449 |

#### Sprung
| Rang | Athletin         | Punkte |
| ---- | ---------------- | ------ |
| 1.   | Věra Čáslavská   | 19.649 |
| 2.   | Larissa Latynina | 19.632 |
| 3.   | Tamara Manina    | 19.549 |
| 4.   | Birgit Radochla  | 19.483 |
| 5.   | Ingrid Föst      | 19.466 |

## Medaillenspiegel
| Rang | Land                |   |   |   | total |
| ---- | ------------------- | - | - | - | ----- |
| 1    | Sowjetunion         | 6 | 8 | 5 | 19    |
| 2    | Japan               | 4 | 4 | 5 | 13    |
| 3    | Tschechoslowakei    | 3 | 3 | 2 | 8     |
| 4    | Jugoslawien         | 2 | - | - | 2     |
| 5    | Volksrepublik China | - | - | 1 | 1     |
| 5    | Italien             | - | - | 1 | 1     |
| 5    | Ungarn              | - | - | 1 | 1     |